# Любиченко Наталія Василівна
Любиченко Наталія Василівна (нар. 4 червня 1959, м. Обухів, Київська обл.) — українська дитяча поетеса, член Національної спілки письменників України (2005). 

## Життєпис
Народилася Любиченко Наталія Василівна 4 червня 1959 року в місті Обухів на Київщині. 
У 1982 році закінчила Уманське педагогічне училище. З 1976 по 1994 рік працювала у дитсадку «Пролісок» у місті Обухів. 
З 2005 року член Національної спілки письменників України.
Її творам притаманні особливості української національної культури. Окремі вірші Наталі Любиченко покладені на музику ( В. Тальна, 
Т. Димань, Т. Богданович, А. Фалюш).
Наталя Любиченко проводить творчі зустрічі в бібліотеках, дитячих садках, школах, виступає в госпіталях перед пораненими воїнами-учасниками АТО.

## Твори
- «Перші проліски» (2000),
- «Віночок надії» (2002; 2004),
- «Чудотворне мовенятко» (2003),
- «Крилате сонечко» (2004),
- «Розмалюю писанки» (2006),
- «Хто ж озвався?» (2009),
- «Різдвяне мереживо» (2009; 2014),
- «Свято в кожен дім» (2014; шрифтом Брайля),
- «Бодай тобі добро було» (2014; усі – Київ).